# (15689) 1981 UP25
(15689) 1981 UP25 est un astéroïde de la ceinture principale d'astéroïdes découvert en 1981.

## Description
(15689) 1981 UP25 a été découvert le 25 octobre 1981 à l'observatoire Palomar, situé au nord de San Diego en Californie, par Schelte J. Bus.

### Caractéristiques orbitales
L'orbite de cet astéroïde est caractérisée par un demi-grand axe de 2,54 UA, un périhélie de 2,04 UA, une excentricité de 0,20 et une inclinaison de 7,73° par rapport à l'écliptique. Du fait de ces caractéristiques, à savoir un demi-grand axe compris entre 2 et 3,2 UA et un périhélie supérieur à 1,666 UA, il est classé, selon la JPL Small-Body Database, comme objet de la ceinture principale d'astéroïdes.

### Caractéristiques physiques
(15689) 1981 UP25 a une magnitude absolue (H) de 13,2 et un albédo estimé à 0,363.